# KUR-Klasse EC3
Die Lokomotiven der Klasse EC3 der Kenya and Uganda Railways (KUR) waren Dampflokomotiven der Bauart Garratt. 

## Geschichte
Schon 1926 hatte die KUR mit der Klasse EC die weltweit ersten Garratts mit der Achsfolge (2'D1')(1'D2') angeschafft, und auch die 1939 bestellten Maschinen der Klasse EC3 waren mit der Achsfolge (2'D2')(2'D2') die ersten ihrer Art. Die zusätzlichen Achsen, eine erhöhte Achslast und die volle Ausnutzung des Lichtraumprofils führten zu einer gegenüber den früheren KUR-Garratts deutlichen Leistungssteigerung. Mit von 1092 auf 1371 mm vergrößerten Kuppelrädern waren die Lokomotiven auch schneller als ihre Vorgänger.
Ursprünglich wurden die KUR-Lokomotiven nach dem indischen Meterspur-Lichtraumprofil gebaut, welches die Höhe auf 3810 mm begrenzte. Nach der Vergrößerung der zulässigen Höhe auf 4114 mm wurden Dampfdom und Schornsteine der EC3 entsprechend vergrößert und überragten damit das nicht erhöhte Führerhaus, was den Lokomotiven etwas unausgewogene Proportionen gab. Die auf der EC3 basierende EAR-Klasse 58 wurde gleich nach dem neuen Profil gebaut und deswegen auch mit einem höheren Führerhaus ausgestattet, woran sich beide Baureihen unterscheiden ließen.
Nachdem die KUR in den 1948 gegründeten East African Railways (EAR) aufgegangen war, erhielten die EC3 die Klassenbezeichnung 57 und die Nummern 5701–5712. 1962 wurden alle 12 Maschinen mit einem Giesl-Ejektor ausgerüstet, um die Leistung und Wirtschaftlichkeit zu verbessern.
Die Ausmusterung der Klasse erfolgte Anfang der 1970er Jahre. Einige Kessel und Zylinder wurden noch zur Erhaltung der einige Jahre später ausgemusterten EAR-Klasse 58 verwendet.
Eine EC3, die Nr. 87 der KUR und spätere 5711 der EAR, ist erhalten geblieben. Sie steht nicht betriebsfähig im Nairobi Railway Museum.

## Technik
Die EC3 hatten als erste Garratts die Achsfolge (2'D2')(2'D2'), verfügten also über 2×4 Kuppelachsen und 4 zweiachsige Laufdrehgestelle. Weltweit hatten nur zwei weitere Baureihen diese Achsfolge: die direkt auf der EC3 basierende EAR-Klasse 58 und die normalspurige und deutlich schwerere Klasse AD60 der australischen New South Wales Government Railways.
Anders als bei den Vorgängerbauarten wurden bei der EC3 die dritte Kuppelachse angetrieben; dies wurde bei Beyer-Peacock zum Standard für Garratts mit 2×4 Kuppelachsen. Die EC3 waren die ersten ostafrikanischen Garratts mit Barrenrahmen; die Laufachsen waren mit Rollenlagern ausgestattet, nicht jedoch die Kuppelachsen. Die Lokomotiven waren ursprünglich auf Kohlenfeuerung ausgelegt, wurden später jedoch auf Ölfeuerung umgebaut.
Die EC3 waren für einen einfachen Umbau auf die im südlichen Afrika verbreitete Kapspur und die dort verwendeten, höher angeordneten Janney-Kupplungen vorbereitet, da in dieser Zeit das Zusammenwachsen beider Netze abzusehen war. Zu einem Umbau ist es jedoch nie gekommen; das Streckennetz in Kenia und Uganda ist bis heute meterspurig. 